# 弗勒里 (奥德省)
弗勒里（法語：Fleury，法語發音：[flœʁi] ⓘ）是法国奥德省的一个市镇，属于纳博讷区。

## 地理
弗勒里（43°13'46"N, 3°8'4"E）面积51.27 平方千米，位于法国奧克西塔尼大區奥德省，该省份为法国南部沿海省份，北起塔恩省，西北接上加龙省，西接阿列日省，南至东比利牛斯省，东临地中海，东北与埃罗省接壤。
与弗勒里接壤的市镇（或旧市镇、城区）包括：纳博讷、萨勒多德、维纳桑、莱斯皮尼昂、旺德尔、尼桑莱藏塞吕讷。

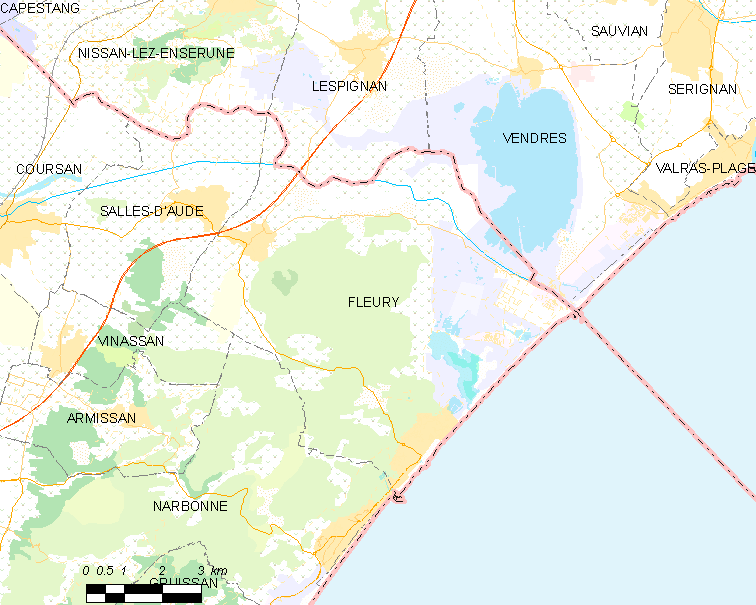
的OSM定位图

弗勒里的时区为UTC+01:00、UTC+02:00（夏令时）。

## 行政
弗勒里的邮政编码为11560，INSEE市镇编码为11145。

## 政治
弗勒里所属的省级选区为奥德低平原县。

## 人口

1962-2008年间人口变化图示

弗勒里于2022年1月1日时的人口数量为4071人。